# Thế giới Otomegame thật khắc nghiệt với nhân vật quần chúng
Thế giới Otomegame thật khắc nghiệt với nhân vật quần chúng (phát hành bản quyền tại Việt Nam bởi Tsuki Books dưới ấn hiệu Tsuki Light Novel), hay còn được biết tới với tên gốc là Otomege Sekai wa Mobu ni Kibishii Sekai desu (Nhật: 乙女ゲー世界はモブに厳しい世界です) và gọi tắt là MobuSeka (モブせか) là loạt light novel do Mishima Yomu sáng tác và Monda minh họa. Được Micro Magazine xuất bản dưới ấn hiệu GC Novel kể từ ngày 30 tháng 05 năm 2018. Tác phẩm ban đầu là một web novel được đăng tải trên trang web Shōsetsuka ni Narō kể từ ngày 01 tháng 10 năm 2017, cho đến khi kết thúc ở chương số 179 vào ngày 15 tháng 10 năm 2019.
Một bản manga chuyển thể do Shiosato Jun minh hoạ, được đăng tải trên trang web DoraDoraSharp# của Fujimi Shobo kể từ ngày 05 tháng 10 năm 2018. Một bộ anime truyền hình chuyển thể do studio ENGI sản xuất được lên sóng từ tháng 4 tháng 6 năm 2022.

## Nội dung
Leon – kiếp trước là một nhân viên công sở tại Nhật Bản, vì bị đứa em gái ép hoàn thành hộ Otome game mà kiệt sức rồi chết, đã chuyển sinh sang chính thế giới Otome game đó, nơi có kiếm và phép thuật, và là thế giới trọng nữ khinh nam. Tại thế giới này, đàn ông chỉ như loài súc vật với nhiệm vụ duy nhất là cung phụng phái nữ. Chỉ có Hoàng thái tử cùng nhóm trai đẹp mà ngài dẫn đầu là ngoại lệ.
Trong thế giới phi lý này, Leon có một vũ khí. Đó chính là tri thức về trò chơi mà cậu bị cô em gái ép phải chinh phục cho bằng được ở kiếp trước. Sử dụng tri thức ấy, Leon bất ngờ chống lại những cô gái thích gì làm nấy và đám trai đẹp.

## Nhân vật
Leon Fou Bartfort (リオン・フォウ・バルトファルト Rion Fō Barutofaruto)
Lồng tiếng bởi: Ōtsuka Takeo
Olivia (オリヴィア Orivia)
Lồng tiếng bởi: Ichinose Kana
Angelica Rapha Redgrave (アンジェリカ・ラファ・レッドグレイブ Anjerika Rafa Reddogureibu)
Lồng tiếng bởi: Fairouz Ai
Luxion (ルクシオン Rukushion)
Marie Fou Lafan (マリエ・フォウ・ラーファン Marie Fō Rāfan)
Julius Rapha Holfort (ユリウス・ラファ・ホルファート Yuriusu Rafa Horufāto)
Noelle Zel Lespinasse (ノエル・ジル・レスピナス Noeru Jiru Resupinasu)
Leila Zel Lespinasse (レリア・ジル・レスピナス Reria Jiru Resupinasu)
Louise Sara Rault (ルイーゼ・サラ・ラウルト Ruīze Sara Rauruto)

## Các chuyển thể

### Light novel
Bộ truyện do Mishima Yomu sáng tác và Monda minh họa. Được xuất bản bởi Micro Magazine dưới ấn hiệu GC Novel kể từ ngày 30 tháng 05 năm 2018. Hiện tiểu thuyết được AZ Việt Nam mua bản quyền và phát hành dưới ấn hiệuTsuki Light Novel.
| - Mở đầu - 01. Nước Cộng hoà Alzer - 02. Học viện - 03. Chị em sinh đôi - 04. Quý tộc nước Cộng hoà - 05. Lời thề trước Thần Thụ - 06. Phản bội - 07. Hậu duệ của những nhà thám hiểm | - 08. Thần Thụ non - 09. Cái bẫy hèn hạ - 10. Lượt của Marie - 11. Lượt của Leon - 12. Quái vật một sừng - 13. Nhân vật chính thiếu tinh tế - Phần kết |

| - Mở đầu - 01. Đang ngoại tình - 02. Về nước ngắn hạn - 03. Đấm bay năm tên ngốc - 04. Barielle – một trong sáu đại gia tộc - 05. Ngu ngốc - 06. Định mệnh | - 07. Vòng cổ - 08. Năm chàng ngốc trở về - 09. Cựu thái tử điện hạ - 10. Nhân vật nữ phản diện - 11. Cướp dâu - 12. Thường nhật - 13. Chương cuối |

### Manga
Một bản manga chuyển thể do Shiosato Junminh hoạ, được đăng tải trên trang web DoraDoraSharp# của Fujimi Shobo kể từ ngày 05 tháng 10 năm 2018. Hiện đã được biên tập thành 6 tập khổ Tankobon.
| #  | Ngày phát hành           | ISBN              |
| -- | ------------------------ | ----------------- |
| 1  | Ngày 8 tháng 6 năm 2019  | 978-4-04073-204-6 |
| 2  | Ngày 9 tháng 9 năm 2019  | 978-4-04073-321-0 |
| 3  | Ngày 9 tháng 4 năm 2020  | 978-4-04073-613-6 |
| 4  | Ngày 7 tháng 8 năm 2020  | 978-4-04073-770-6 |
| 5  | Ngày 9 tháng 12 năm 2020 | 978-4-04073-901-4 |
| 6  | Ngày 9 tháng 7năm 2021   | 978-4-04074-171-0 |
| 7  | Ngày 8 tháng 1 năm 2022  | 978-4-04074-384-4 |
| 8  | Ngày 9 tháng 5 năm 2022  | 978-4-04074-528-2 |
| 9  | Ngày 7 tháng 10 năm 2022 | 978-4-04074-714-9 |
| 10 | Ngày 7 tháng 4 năm 2023  | 978-4-04074-934-1 |
| 11 | Ngày 9 tháng 8 năm 2023  | 978-4-04075-124-5 |

### Anime
Anime được công bố lần đầu vào ngày 25 tháng 11 năm 2021. Sản xuất bởi studio ENGI, do Miura Kazuya cùng Fukumoto Shinichi đạo diễn, Ihara Kenta viết kịch bản, Suzuki Masahiro thiết kế nhân vật, trong khi Hashiguchi và  Aratame Show đảm nhiệm phần âm nhạc. Loạt phim được công chiếu vào ngày mùng 3 tháng 4 năm 2022 trên AT-X, Tokyo MX, ytv, and BS NTV. Bài hát chủ đề mở đầu tên là "Silent Minority" của Itō Kashitarō, và bài hát cuối phim là "selfish" của Azuna Riko. Crunchyroll đã có giấy phép của loạt phim.

## Đón nhận
Tính tới ngày 18 tháng 6 năm 2021, bộ truyện đã bán được hơn 760.000 bản in tại thị trường Nhật Bản.